# Saint-Pierre-Laval
Pour les articles homonymes, voir Laval.
Saint-Pierre-Laval est une commune française, située dans le département de l'Allier en région Auvergne-Rhône-Alpes.

## Géographie

### Communes limitrophes
| Droiturier | Andelaroche        |                                 |
| Châtelus   | Saint-Pierre-Laval | Saint-Martin-d'Estréaux (Loire) |
| Arfeuilles |                    | Saint-Bonnet-des-Quarts (Loire) |

### Climat
Pour des articles plus généraux, voir Climat d'Auvergne-Rhône-Alpes et Climat de l'Allier.
En 2010, le climat de la commune est de type climat océanique dégradé des plaines du Centre et du Nord, selon une étude du CNRS s'appuyant sur une série de données couvrant la période 1971-2000. En 2020, Météo-France publie une typologie des climats de la France métropolitaine dans laquelle la commune est dans une zone de transition entre le climat océanique altéré et le climat de montagne ou de marges de montagne et est dans la région climatique Centre et contreforts nord du Massif Central, caractérisée par un air sec en été et un bon ensoleillement.
Pour la période 1971-2000, la température annuelle moyenne est de 11 °C, avec une amplitude thermique annuelle de 16,2 °C. Le cumul annuel moyen de précipitations est de 933 mm, avec 11 jours de précipitations en janvier et 7,8 jours en juillet. Pour la période 1991-2020, la température moyenne annuelle observée sur la station météorologique de Météo-France la plus proche, sur la commune d'Arfeuilles à 6 km à vol d'oiseau, est de 11,2 °C et le cumul annuel moyen de précipitations est de 951,6 mm,. Pour l'avenir, les paramètres climatiques de la commune estimés pour 2050 selon différents scénarios d'émission de gaz à effet de serre sont consultables sur un site dédié publié par Météo-France en novembre 2022.

## Urbanisme

### Typologie
Au 1er janvier 2024, Saint-Pierre-Laval est catégorisée commune rurale à habitat dispersé, selon la nouvelle grille communale de densité à 7 niveaux définie par l'Insee en 2022.
Elle est située hors unité urbaine. Par ailleurs la commune fait partie de l'aire d'attraction de Roanne, dont elle est une commune de la couronne,. Cette aire, qui regroupe 88 communes, est catégorisée dans les aires de 50 000 à moins de 200 000 habitants,.

### Occupation des sols

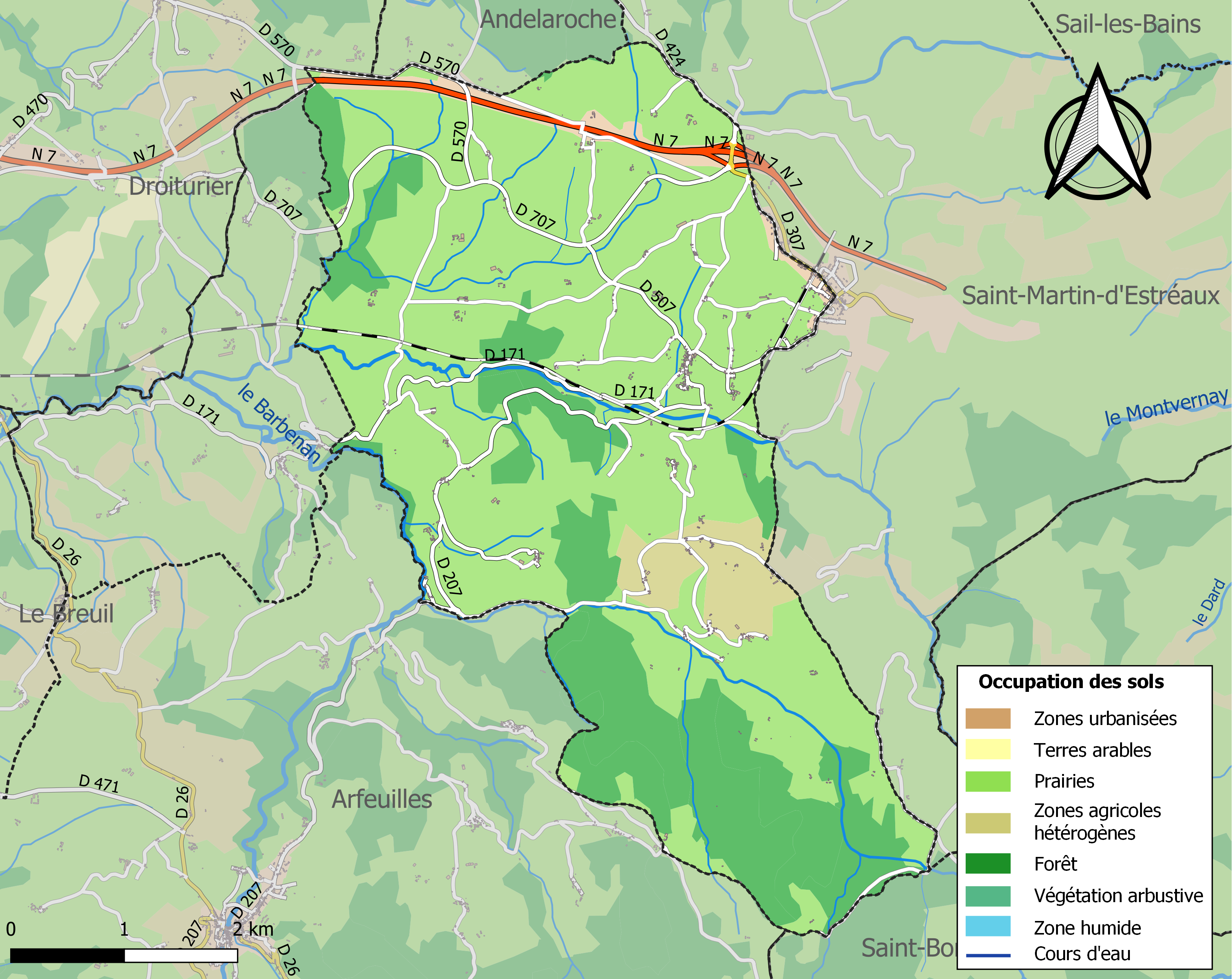
Carte des infrastructures et de l'occupation des sols de la commune en 2018 (CLC).

L'occupation des sols de la commune, telle qu'elle ressort de la base de données européenne d’occupation biophysique des sols Corine Land Cover (CLC), est marquée par l'importance des territoires agricoles (72,5 % en 2018), en diminution par rapport à 1990 (75 %). La répartition détaillée en 2018 est la suivante : prairies (68,1 %), forêts (24,6 %), zones agricoles hétérogènes (4,4 %), zones industrielles ou commerciales et réseaux de communication (2,5 %), zones urbanisées (0,5 %).
L'IGN met par ailleurs à disposition un outil en ligne permettant de comparer l’évolution dans le temps de l’occupation des sols de la commune (ou de territoires à des échelles différentes). Plusieurs époques sont accessibles sous forme de cartes ou photos aériennes : la carte de Cassini (XVIIIe siècle), la carte d'état-major (1820-1866) et la période actuelle (1950 à aujourd'hui).

### Voies de communication et transports
Le territoire communal est traversé par les routes départementales N7, 171, 207, 507 et 570, ainsi que par la route nationale 7 aménagée en voie express.

## Politique et administration
| Période                                  | Période                      | Identité       | Étiquette | Qualité                           |
| ---------------------------------------- | ---------------------------- | -------------- | --------- | --------------------------------- |
| Les données manquantes sont à compléter. |                              |                |           |                                   |
| mars 1995                                | En cours (au 8 juillet 2020) | Yves Collanges | SE        | Retraité Réélu en 2014 et en 2020 |

## Population et société

### Démographie
L'évolution du nombre d'habitants est connue à travers les recensements de la population effectués dans la commune depuis 1793. Pour les communes de moins de 10 000 habitants, une enquête de recensement portant sur toute la population est réalisée tous les cinq ans, les populations de référence des années intermédiaires étant quant à elles estimées par interpolation ou extrapolation. Pour la commune, le premier recensement exhaustif entrant dans le cadre du nouveau dispositif a été réalisé en 2007.

En 2022, la commune comptait 365 habitants, en stagnation par rapport à 2016 (Allier : −1,38 %, France hors Mayotte : +2,11 %).
| 1793 | 1800 | 1806 | 1821 | 1831  | 1836  | 1841 | 1846 | 1851 |
| ---- | ---- | ---- | ---- | ----- | ----- | ---- | ---- | ---- |
| 917  | 781  | 799  | 936  | 1 020 | 1 001 | 942  | 937  | 952  |

| 1856 | 1861 | 1866 | 1872 | 1876 | 1881 | 1886 | 1891 | 1896 |
| ---- | ---- | ---- | ---- | ---- | ---- | ---- | ---- | ---- |
| 972  | 953  | 905  | 918  | 956  | 992  | 971  | 927  | 888  |

| 1901 | 1906 | 1911 | 1921 | 1926 | 1931 | 1936 | 1946 | 1954 |
| ---- | ---- | ---- | ---- | ---- | ---- | ---- | ---- | ---- |
| 853  | 852  | 809  | 735  | 643  | 625  | 645  | 568  | 533  |

| 1962 | 1968 | 1975 | 1982 | 1990 | 1999 | 2006 | 2007 | 2012 |
| ---- | ---- | ---- | ---- | ---- | ---- | ---- | ---- | ---- |
| 548  | 533  | 572  | 468  | 416  | 362  | 367  | 368  | 377  |

| 2017 | 2022 | - | - | - | - | - | - | - |
| ---- | ---- | - | - | - | - | - | - | - |
| 357  | 365  | - | - | - | - | - | - | - |

### Enseignement
Saint-Pierre-Laval dépend de l'académie de Clermont-Ferrand. Il n'existe aucune école.
Hors dérogations à la carte scolaire, les collégiens sont scolarisés à Lapalisse et les lycéens à Cusset, au lycée Albert-Londres.

## Culture locale et patrimoine

### Langue régionale
Saint-Pierre-Laval est une des quelques communes du département de l'Allier à faire partie de l'aire linguistique du francoprovençal (arpitan). Cette aire linguistique comprend également dans le Bourbonnais les communes de Saint-Nicolas-des-Biefs, Laprugne, La Chabanne et Lavoine,.

### Lieux et monuments

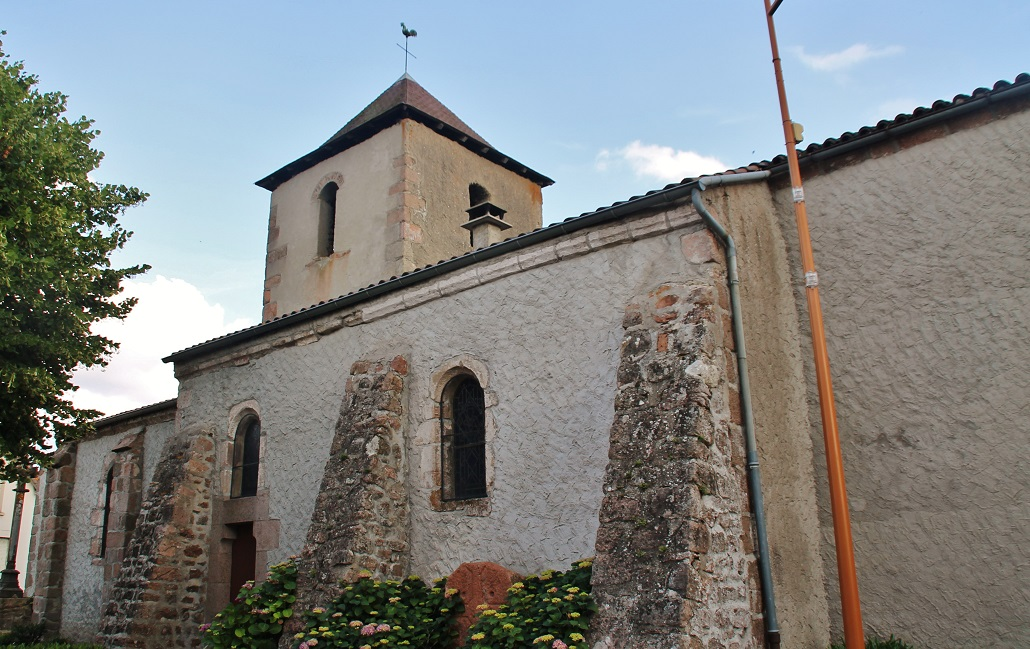
Église Saint-Pierre.

- La croix monumentale sur la place publique fait l'objet d'une inscription au titre des monuments historiques depuis le 19 mai 1925[23].
- Église Saint-Pierre, d'origine romane mais très remaniée. Elle abrite la dalle funéraire d'Eustache de Châtelus († 1287) ; les Châtelus possédaient les droits seigneuriaux sur l'église St-Pierre jusqu'à leur cession en janvier 1652 aux (Des) Gallois de La Tour-Chalabran, fieffés à Saint-Pierre-Laval (voir ci-après) ; les Châtelus eurent aussi la seigneurie de Châteaumorand et furent des ancêtres des Lévis-Châteaumorand[24].
- Château de la Feige (ou La Faige), XVIIe siècle et restes médiévaux[25]. Possession de la famille locale de La Feige, puis d'Antoine des Brosses en 1526-1543, archer du roi et capitaine de Châteaumorand, puis des Montcorbier, avec aussi des droits aux Lévis-Châteaumorand et à leur parentèle Le Long de Chenillat ; les Montcorbier cèdent en 1720 aux Reignier[26].
- Château de La Tour (-Chalabran), XVIe siècle. Les familles possessionnées à la Tour se succèdent, notamment les (Des) Gallois de La Tour à partir de novembre 1598, dont Jean-Baptiste, Charles-Jean-Baptiste et Étienne-Jean-Baptiste-Louis[27].
- Gare de Saint-Pierre-Laval (fermée)

### Personnalités liées à la commune
- Jacques Decoret, chef étoilé et meilleur ouvrier de France ; il a grandi dans le village.

### Héraldique
| Blason de Saint-Pierre-Laval | Blason  | De gueules à deux clés d'or passées en sautoir, au chef d'azur* chargé de trois tours d'argent ouvertes, ajourées et maçonnées de sable.                                  |
| Blason de Saint-Pierre-Laval | Détails | * Il y a là non-respect de la règle de contrariété des couleurs : ces armes sont fautives (chef d'azur sur champ de gueules). Créé par JF Binon. Sur document Mairie 2005 |